# This Guitar (Can't Keep from Crying)
This Guitar (Can't Keep from Crying) è una canzone di George Harrison dell'album Extra Texture (Read All About It) (1975) ed apparsa in seguito come singolo (B-side: Māya Love). È considerata il seguito di While My Guitar Gently Weeps, un brano dei Beatles, sempre firmato da Harrison, apparso sul White Album (1968).

## Il brano

### Storia e composizione
Il 1974 fu un pessimo anno per George Harrison: sul fronte di vita privato, è rappresentato dalla separazione da Pattie Boyd, che preferì Eric Clapton al quiet one, mentre musicalmente comprende un tour nel Nord America e la pubblicazione dell'LP Dark Horse, ambedue caratterizzati da una voce rauca del musicista britannico, causata da una laringite; questo provocò un pesante attacco dei critici, sia per i concerti che per l'album.
Nel corso del tour, George eseguì alcuni brani dell'epoca dei Beatles, cambiandone parti del testo. Ad esempio, su In My Life, cambiò il verso finale da "Nella mia vita ti amerò sempre di più" a "Nella mia vita amerò Dio sempre di più". Nella tournée venne eseguita anche While My Guitar Gently Weeps, con un forte cambiamento delle liriche, che si spostarono da "[la chitarra]... dolcemente geme" a "... sorride" oppure a "... prova a sorridere".
Considerata dal suo autore come "la figlia di While My Guitar Gently Weeps", This Guitar è la risposta di Harrison alle critiche ricevute per le prestazioni vocali del 1974, e venne composta in una vacanza nelle Hawaii nei primi mesi del 1975, in cui stette assieme ad Olvia Arias, sua futura moglie.
This Guitar presenta molte affinità con "sua madre", già a partire dal titolo; altre somiglianze si trovano nella struttura e nella chiave musicale del brano, il Sol minore. Il pezzo incomincia con un verso riguardo alla felicità dell'ex-beatle sulla sua backing band, formata da Tom Scott, Billy Preston e Willie Weeks e per la sua fede nella divinità indù Hare Krishna. Ian Inglis ha affermato che il testo non è affatto rappresentato nelle linee vocali, caratterizzate da un senso di amarezza..
Harrison, parlando del secondo verso di This Guitar nella sua autobiografia I, Me, Mine, disse che parlava delle avversità che bisogna affrontare per diventare migliori esseri umani; il suddetto passaggio cita espressamente il Rolling Stone Magazine, rivista dalla quale aveva ricevuto alcune tra le più pesanti critiche. Nel terzo verso, sono presenti accenni a critiche, ed il chitarrista, secondo il suo biografo Simon Leng, si personifica nel suo strumento. Il quarto verso fa capire che George si sente attaccato come persona, e che la musica sia solo un pretesto per criticarlo: infatti, canta che, durante un attacco, il protagonista mostra l'ignoranza del nemico.

### Registrazione
La base ritmica del brano venne registrata tra il 21 aprile ed il 7 maggio 1975; presentava Harrison alla chitarra acustica a 12 corde, David Foster al pianoforte e Jim Keltner ai tom-tom
. In seguito, in date ignote, George sovraincise una linea di basso suonata su un sintetizzatore ARP e varie parti di slide guitar, che caratterizzarono la canzone, mentre Gary Wright delle parti un ARP String. Il 5 giugno fu il turno di una chitarra solista suonata con una pedaliera wah-wah, suonata da Jesse Ed Davis, e l'indomani un'orchestra di archi, arrangiati da Foster.

### Pubblicazione
This Guitar (Can't Keep from Crying) è la terza traccia dell'LP Extra Texture (Read All About It), pubblicato il 9 settembre 1975. Il brano è posto tra The Answer's at the End, ispirato a delle iscrizioni di Sir Frankie Crisp a Friar Park, e Ooh Baby (You Know That I Love You), un tributo a Smokey Robinson. Extr Texture è stato considerato da George Harrison come il suo peggiore 33 giri.
L'8 dicembre 1975, il singolo This Guitar (Can't Keep from Crying)/Māya Love venne pubblicato dalla Apple Records negli USA, con il numero di serie 1885. Sempre negli States era apparso un promo della traccia, contenente la versione stereo sulla prima facciata e mono sulla seconda. Nel Regno Unito, la pubblicazione del 45 giri tardò fino al 6 febbraio 1976, quando la Apple lo commercializzò con il numero di catalogo R 6012.
Māya Love non compare su Extra Texture: è infatti stata estratta da Dark Horse dell'anno precedente. Inoltre, la pubblicazione su singolo di This Guitar è una versione leggermente ridotta di quella apparsa sull'album: sul 45 giri è di 3:49, mentre sul 33 di 4:11.
Il singolo non entrò in classifica né in Gran Bretagna, né negli States. In quest'ultima nazione questo fu un avvenimento particolare: infatti, fino a quel momento, il piazzamento più basso di un SP harrisoniano era il 36º posto di Ding Dong, Ding Dong, e This Guitar spezzò la catena di questi successi. Invece, nell'UK il primo singolo non entrato in classifica è stato Dark Horse (1974).
This Guitar fu l'ultimo singolo di un beatle per la Apple, un'etichetta formata da loro stessi ad inizio 1968, ed, in generale, l'ultima pubblicazione della casa discografica. Il flop è stato confrontato con l'enorme successo di Hey Jude, il primo singolo della Apple, arrivato al vertice delle classifiche in ben undici paesi sin dalla sua uscita.
La traccia non venne inserita in nessun'altra pubblicazione al di fuori di Extra Texture, ma faceva parte, assieme a 34 altri brani, di una lista di possibili canzoni da suonare nel corso del tour giapponese del 1991 con Eric Clapton, ma l'idea della sua inclusione venne abbandonata.

### Accoglienza
Ian Inglis, confrontando While My Guitar Gently Weeps e This Guitar, ha affermato che la prima rappresenta la maturità compositiva di Harrison, ma che l'altra è una canzone petulante ed arrogante dove il chitarrista vuole mettersi al di sopra delle critiche, e che ogni elemento della canzone riflette il periodo buio in cui venne pubblicata. Roy Carr e Tony Tyler, due scrittori del New Musical Express, criticarono la canzone nel 1978, affermando che la scarsa melodia lo rovina ancor di più. Furono altre le critiche, nel corso degli anni settanta a This Guitar, causate, secondo Robert Rodriguez, dal fatto che si considerasse "intoccabile" il catalogo dei Fab Four. Anche George Harrison ha screditato il brano, dicendo che era una buona scusa per suonare la chitarra.
Ci furono anche delle recensioni positive: Elliot Huntley ha infatti affermato che presenta un ottimo lavoro di chitarra solista e che si tratta di un buon brano, ma che George ha commesso un grande errore a farlo assomigliare troppo ad un seguito di While My Guitar Gently Weeps
. Richard Ginell di AllMusic ha poi affermato che si tratta di un sequel molto attraente, e l'ha annoverata fra le migliori canzoni dell'album, assieme a You e The Answer's at the End.

## Formazione
- George Harrison: voce, slide guitar, chitarra acustica a 12 corde, basso ARP
- Jesse Ed Davis: chitarra solista
- David Foster: pianoforte
- Gary Wright: archi ARP
- Jim Keltner: batteria
- Musicisti non accreditati: orchestra d'archi[1][19][20][21]

### Esplicative
1. ↑  Nello stesso luogo, ma nel 1978, venne composto il brano Love Comes to Everyone
2. ↑  Verso la metà degli anni novanta, la Apple Records riemerse per la pubblicazione di Live at the BBC (1994), del progetto The Beatles Anthology (1995-1996) e di Yellow Submarine Songtrack (1999); nel Terzo Millennio, venne riesumata nuovamente per Love (2005), On Air - Live at the BBC Volume 2 (2013) e le varie ristampe su CD e/o vinile

### Bibliografiche
1. 1 2 3 4 5 6 7 8 9  (EN) Graham Calkin, Extra Texture (Read All About It), su jpgr.co.uk, JPGR. URL consultato il 31 luglio 2014.
2. 1 2 3 4 5 6  (EN) Graham Calkin, George Harrison - This Guitar (Can't Keep from Crying), su jpgr.co.uk, JPGR. URL consultato il 31 luglio 2014.
3. ↑   Luca Biagini, The Beatles (White Album), su pepperland.it, Pepperland. URL consultato il 31 luglio 2014.
4. ↑   Hervé Bourhis, Il Piccolo Libro dei Beatles, Blackvelvet, 2012., pag. 120
5. ↑   Luca Biagini, In My Life, su pepperland.it, Pepperland. URL consultato il 31 luglio 2014.
6. ↑   Robert Rodriguez, Fab Four FAQ 2.0: The Beatles' Solo Years, 1970–1980, Backbeat Books, 2010., pag. 59
7. 1 2   Keith Badman, The Beatles Diary Volume 2: The Solo Years, 1970 - 2001, Omnibus Press, 1999., pag. 164
8. ↑   Alan Clayson, George Harrison, Sanctuary, 2003., pag. 338
9. ↑  Keith Badman, pag. 144.
10. ↑  Hervé Bourhis, pag. 129.
11. ↑  Robert Rodriguez, pag. 280.
12. ↑  Keith Badman, pag. 138.
13. ↑   Joshua M. Greene, Here Comes the Sun: The Spiritual and Musical Journey of George Harrison, John Wiley & Sons, 2006., pag. 217
14. ↑   Ian Inglis, The Words and Music of George Harrison, Praeger, 2010., pag. 51
15. ↑   George Harrison, I, Me, Mine, Chronicle Books, 2002., pag.
16. 1 2 3  (EN) GEORGE HARRISON LYRICS - This Guitar Lyrics, su metrolyrics.com, MetroLyrics. URL consultato il 31 luglio 2014 (archiviato dall'url originale il 10 agosto 2014).
17. ↑  (EN) Jim Miller, George Harrison: Dark Horse (LP review), in Rolling Stone Magazine, 13 febbraio 1975,  p. 180.
18. ↑   Simon Leng, While My Guitar Gently Weeps: The Music of George Harrison, Hal Leonard, 2006., pag. 182
19. 1 2 3 4  (EN) Lindsay Planer, This Guitar (Can't Keep from Crying) - George Harrison, su allmusic.com, AllMusic. URL consultato il 31 luglio 2014.
20. 1 2   Bruce Spizer, The Beatles Solo on Apple Records, 498 Productions, 2005., pag. 274
21. 1 2   Chip Madinger & Mark Easter, Eight Arms to Hold You: The Solo Beatles Compendium, 44.1 Productions, 2000., pag. 452
22. ↑  Hervé Bourhis, pag. 123.
23. ↑  (EN) George Harrison - Page 2 (M - Z), su mybeatles.net, mybeatles.net. URL consultato il 31 luglio 2014.
24. 1 2  (EN) George Harrison - This Guitar (Can't Keep from Crying), su discogs.com, Discogs. URL consultato il 31 luglio 2014.
25. ↑  (EN) Graham Calkin, Dark Horse, su jpgr.co.uk, JPGR. URL consultato il 31 luglio 2014.
26. ↑  (EN) Bruce Eder, George Harrison - Awards, su allmusic.com, AllMusic. URL consultato il 31 luglio 2014.
27. ↑  (EN) Graham Calkin, George Harrison - Dark Horse, su jpgr.co.uk, JPGR. URL consultato il 31 luglio 2014.
28. ↑  Hervé Bourhis, pag. 80.
29. ↑  Bruce Spizer, pag. 277.
30. ↑  Hervé Bourhis, pag. 84.
31. ↑  Chip Madinger & Mark Easter, pag. 482.
32. ↑  Ian Inglis, pag. 51 - 52.
33. ↑   Roy Carr & Tony Tyler, The Beatles: An Illustrated Record, Trewin Copplestone Publishing, 1978., pag.
34. ↑  Robert Rodriguez, pag. 176.
35. ↑   Elliot J. Huntley, Mystical One: George Harrison – After the Break-up of the Beatles, Guernica Editions, 2006., pag. 124
36. ↑  (EN) Richard S. Ginell, Extra Texture - George Harrison, su allmusic.com, AllMusic. URL consultato il 31 luglio 2014.